# Bechara Pedro Rai
Bechara Pedro Rai (o al-Rahi; en siríaco: ܡܳܪܝ̱ ܒܫܰܐܪܰܗ ܦ̇ܶܛܪܳܘܣ ܪܰܐܥܺܝ, romanizado: Mor Bsharah Peṭros Raʿī; en árabe: مار بشارة بطرس الراعي‎, romanizado: Mār Bishārah Buṭrus al-Rāʿī; Himlaya, 25 de febrero de 1940) es un religioso mariamita y cardenal católico libanés, patriarca de Antioquía y todo el Oriente de la Iglesia maronita desde el 25 de marzo de 2011.

## Biografía
Miembro de la Orden Maronita Mariamita, fue ordenado sacerdote el 3 de septiembre de 1967. 
El 2 de mayo de 1986 el papa Juan Pablo II lo nombró obispo titular de Cesarea de Filipo y auxiliar del patriarcado de Antioquía de los maronitas, siendo consagrado el 12 de julio de 1986 por el patriarca Nasrallah Pedro Sfeir de Reyfoun.
El 9 de junio de 1990 fue nombrado obispo de Jbeil.
Tras la dimisión del cargo de patriarca del cardenal Sfeir debido a su avanzada edad, aceptada por Benedicto XVI el 26 de febrero de 2011, el Santo Sínodo de la Iglesia maronita le eligió como nuevo patriarca el 15 de marzo de ese año. Al mismo tiempo asumió la presidencia del propio sínodo. Tras su elección asumió como segundo nombre el de Pedro (en árabe Boutros), como es tradicional en todos los patriarcas de Antioquía de los maronitas. Fue entronizado el 25 de marzo, diez días después de su elección como patriarca, luego de recibir la comunión eclesiástica del papa Benedicto XVI.
El 24 de octubre de 2012 fue anunciada su proclamación como cardenal de la Iglesia católica, que se hizo efectiva el 24 de noviembre en el consistorio celebrado por el papa Benedicto XVI en la Basílica de San Pedro del Vaticano.
Es miembro de la Congregación para las Iglesias Orientales, del Tribunal Supremo de la Signatura Apostólica, del Pontificio Consejo para la Pastoral de los Emigrantes e Itinerantes y del Pontificio Consejo para las Comunicaciones Sociales.
Durante el pontificado del papa Francisco fue convocado en calidad de padre sinodal para participar del Sínodo extraordinario de obispos sobre la familia (2014), en su calidad de patriarca de Antioquía de los maronitas y jefe del sínodo de la Iglesia maronita.
El 30 de junio de 2016 fue nombrado miembro de la Secretaría para la Comunicación.

## Episcopado
Fue nombrado obispo titular de Cesarea de Filipo el 2 de mayo de 1986 y consagrado como Obispo Auxiliar de Antioquía el 12 de julio de 1986, por el Patriarca Nasrallah Boutros Sfeir y sus co-consagradores Roland Aboujaoudé, Obispo Auxiliar de Antioquía; Georges Abi-Saber, obispo titular de Aradus; Chucrallah Harb, Eparca de Joubbé, Sarba y Jounieh; Joseph Mohsen Béchara, Arzobispo de Chipre; Khalil Abi-Nader, Arzobispo de Beirut; Ignace Ziadé, Arzobispo emérito de Beirut; Antoine Joubeir, Arzobispo de Trípoli; Elie Farah, Arzobispo emérito de Chipre; Joseph Merhi, Eparca de El Cairo; e Ibrahim Hélou, Eparca de Sidón.
El 9 de junio de 1990, fue elegido Obispo de Biblos.